# Sân vận động Enshu Nada
Sân vận động Enshu Nada (遠州灘海浜公園球技場) còn được gọi là Sân vận động bóng đá Hamamatsu (県営浜松球技場) là một sân vận động bóng đá nằm ở Hamamatsu, Shizuoka, Nhật Bản.